# Demoticus plebejus
Demoticus plebejus är en tvåvingeart som först beskrevs av Fallen 1810.  Demoticus plebejus ingår i släktet Demoticus och familjen parasitflugor. Arten är reproducerande i Sverige. Inga underarter finns listade i Catalogue of Life.